# Nhân khẩu Syria
Năm 2011, dân số Syria ước tính khoảng 23 triệu (chỉ còn khoảng 17.185.170 (tháng 7 năm 2016)cư dân thường trú, bao gồm cả những người trong tình trạng tị nạn từ Palestine và Iraq và trong tổng thể là người Levant bản địa. Trong khi đa số người Syria hiện đại thường được mô tả như người Ả Rập bởi ngôn ngữ hiện đại họ đang dùng và liên kết với văn hóa và lịch sử Ả Rập của họ, Họ, trên thực tế, chủ yếu là một sự pha trộn giữa các tiếng địa phương khác nhau của nhóm ngôn ngữ Semit trong vùng.

## Dân số

### Tôn giáo
Theo thông tin của CIA (21.11.2016) 87% là người Hồi giáo (bao gồm Sunni 74% và Alawi, Ismaili, và Shia 13%), Kitô 10% (bao gồm chính thống giáo, Uniate, và Nestorian), Druze 3%, Do Thái (một số ít còn ở lại Damascus và Aleppo) 

### Ngôn ngữ
Tiếng Ả Rập là ngôn ngữ chính thức, và được sử dụng rộng rãi nhất, người nói tiếng Ả Rập chiếm tới 85% dân số (điều này bao gồm khoảng 500.000 người Palestine). Nhiều người Syria có học vấn cũng nói được tiếng Anh và tiếng Pháp. Người Kurd, một phần lớn trong số họ nói tiếng Kurd, chiếm 9% dân số và sống chủ yếu ở góc đông bắc của Syria, cũng như trong các vùng nhỏ cô lập dọc theo biên giới phía bắc của Syria với Thổ Nhĩ Kỳ, và về nhân khẩu chiếm đa số huyện Afrin, phía tây Aleppo, mặc dù cộng đồng người Kurd khá lớn sống cũng ở hầu hết các thành phố Syria. Tiếng Turkmen được nói bởi người dân Turkmen và tiếng Armenia bởi dân Armenia. Tiếng Aramaic vẫn được nói trong hai hình thức, Syriac được sử dụng bởi người Assyria và Tây Neo-Aramaic được sử dụng bởi một vài cư dân trong các làng Bakh'a, Jubb'adin và Ma'loula. 1.500 người gốc Hy Lạp sống ở Syria. Phần lớn trong số họ là công dân Syria.

### Bố trí
60% dân số sống ở tỉnh Aleppo, Thung lũng sông Euphrates hoặc dọc theo đồng bằng ven biển; một dải đất màu mỡ giữa các dãy núi ven biển và sa mạc. Mật độ dân số tổng quát là khoảng 118,3 người trên mỗi km vuông (306 / sq mi). Giáo dục là miễn phí và bắt buộc từ độ tuổi từ 6 đến 11. Học đường bao gồm 6 năm tiểu học, tiếp theo là một khoảng thời gian 3 năm dạy tổng quát hoặc dạy nghề và một chương trình 3 năm học hàn lâm hoặc dạy nghề. Thời gian 3 năm lần thứ hai trong học thuật thì cần thiết để nhập học đại học. Tổng số ghi danh tại các trường sau trung học là hơn 150.000. Tỷ lệ biết chữ của người Syria ở độ tuổi 15 trở lên là 86,0% đối với nam và 73,6% đối với nữ.
Từ năm 1960, cuộc tổng điều tra dân số đã được tiến hành vào năm 1960, 1970, 1981, 1994 và 2004.

### Ảnh hưởng của cuộc nội chiến lên dân số
Hơn bốn triệu người tị nạn đã rời khỏi đất nước trong quá trình chiến tranh. Hầu hết trong số họ chạy trốn sang nước láng giềng Thổ Nhĩ Kỳ, Lebanon, Jordan, và Iraq, cũng như Đức.
Cuộc chiến tranh do đó ảnh hưởng đến tỷ lệ sinh đẻ. Tỷ lệ sinh trưởng hàng năm ở Syria đã giảm hơn một nửa kể từ khi nước này rơi vào tình trạng hỗn loạn trong tháng 3 năm 2011, từ khoảng 500.000 ca sinh mỗi năm trước năm 2011 xuống còn khoảng 200.000.

### Tuổi thọ trung bình
Trước cuộc nội chiến, tuổi thọ trung bình ở Syria là 75,9 tuổi, nhưng con số đó đã giảm xuống nhiều, theo ước tính chỉ còn 55,7 tuổi.